# Gábor Máriássy
Mgr Gábor Máriássy (en hongrois : márkus- és batizfalvi Máriássy Gábor) (1807-1871) est un prélat hongrois du XIXe siècle.

## Biographie
Il étudie à l'université théologique d'Eger puis à l'universalité viennoise Pazmanianum jusqu'en 1829.
Il fut successivement greffier de diocèse, vicaire de Szendrő (1835), vice-doyen de Miskolc (1844), chanoine-lecteur de l'Archidiocèse d'Eger en 1847, abbé de Sainte Vierge-Iván (1851), doyen de Pankota  et vicaire général de cathédrale d'Eger (1857) et enfin nommé évêque titulaire d'Eger et évêque de Palaeopolis (en) en 1865. Il fut également vicaire de l'archevêque d'Esztergom.
Présent au premier concile œcuménique du Vatican en 1870.
La famille Máriássy remonte à l'an 1200. Gábor est le fils de Ferenc Xaver Máriássy (1770-1853), magistrat, assesseur et trésorier du comté de Szepes et de Krisztina Gerhard (1774-1839). Il compte parmi ses frères Mihály Ernő Máriássy (1808-1875), alispán de Szepes et chevalier de l'Ordre de la Couronne de fer, et  Ferenc Máriássy (1800-1860), commandant de la Garde nationale lors de révolution hongroise de 1848.